# Kim Si-eun (actriz nacida en 2000)
Kim Si-eun (en hangul, 김시은; Gimpo, 29 de octubre de 2000) es una actriz, modelo y youtuber surcoreana.

## Carrera
Cuando era estudiante de primero de secundaria, entre febrero y junio de 2016 participó en 보이즈 & 걸즈 (Chicos y chicas), un programa de variedades del canal infantil y juvenil Tooniverse, en lo que fue su primera aparición televisiva. Al año siguiente volvió al canal con el programa 스트레스 제로구역 날려버려(Elimina la zona libre de estrés). Esta primera experiencia despertó su atracción por las producciones de entretenimiento. También en 2016 tuvo un pequeño papel en su primera serie dramática, Hello, My Twenties!, donde fue la versión adolescente de una de las protagonistas, Yoon Jin-myung (papel interpretado por Han Ye-ri). En los años sucesivos estuvo activa en varias series, tanto vía web como de televisión tradicional, dirigidas al público adolescente y juvenil. Entre ellas destaca su trabajo en School 2017, en A-Teen de 2018, en Mon ChouChou Global House de 2019 y en las dos partes de Love Alarm en 2019 y 2021. Estas y otras producciones contribuyeron a popularizar su rostro entre sus coetáneos.
Fuera de esta clase de contenidos, actuó en un capítulo de la antología de terror de HBO Asia Folklore, en 2018, y dos años más tarde en los dos primeros capítulos de Nobody Knows como la víctima de un asesinato que es el motivo inicial de la trama.Su primer papel de época (ambientado en los años treinta del siglo XX) fue Modern Girl, drama especial en un episodio de KBS2; en él es Young-yi, la sirvienta de la protagonista, con la que mantiene una estrecha relación.
Entre 2020 y 2021 apareció en la serie de cien capítulos de KBS2 Homemade Love Story con el personaje de Cha Ba-reun, una estudiante universitaria inquilina de la casa que sirve de marco a la obra. La propia Kim declaró al final de la emisión que haber trabajado en un drama de larga duración como este le sirvió también como forma de aprendizaje, por ejemplo para improvisar escenas.
Al margen de su labor como actriz, ha estado activa también en el mundo del entretenimiento televisivo, tanto tradicional como vía web. Especial impacto tuvo su conducción del programa Peach Entertainment Center en 2019. Uno de sus objetivos es convertirse en presentadora de programas musicales. En este sentido, tiene como modelo a Jeon So-min, a la que considera capaz de brillar tanto en este ámbito como en el de la actuación.
Trabaja también como modelo publicitaria; en 2018 fue seleccionada entre mil candidatas como imagen exclusiva de una famosa marca de restauración.

## Filmografía

### Series de televisión
| Año     | Título                    | Papel            | Canal         | Notas                        | Ref.          |
| ------- | ------------------------- | ---------------- | ------------- | ---------------------------- | ------------- |
| 2016    | Hello, My Twenties!       | Young Jin-myung  | JTBC          |                              |               |
| 2017    | School 2017               | Lee Min-jung     | KBS2          |                              | [ 12 ]        |
| 2018    | When Time Stopped         | Si-eun           |               |                              |               |
| 2018    | Crushes Reverse           | Yoo So-mi        | YouTube       | Serie web                    |               |
| 2018    | Bad Papa                  | Choi Sun-joo     | MBC           |                              | [ 13 ]        |
| 2018    | A-Teen                    | Park Ye-ji       | Naver TV Cast | Serie web                    | [ 14 ] [ 15 ] |
| 2018    | Room No. 9                | Kim Hye-sun      | tvN           |                              |               |
| 2018    | Folklore                  | Amiga de Seo-woo | HBO Asia      | Episodio Mongdal             | [ 4 ]         |
| 2019    | Miss Independent Ji Eun 2 | Lee Ji-eun       | Naver TV Cast | Serie web, protagonista      | [ 16 ] [ 17 ] |
| 2019    | Mon ChouChou Global House | Moon So-ra       | Naver TV Cast | Serie web, protagonista      | [ 18 ] [ 3 ]  |
| 2019-21 | Love Alarm                | Yook-jo          | Netflix, tvN  |                              | [ 2 ] [ 19 ]  |
| 2020    | Nobody Knows              | Choi Soo-jung    | SBS           |                              | [ 5 ] [ 20 ]  |
| 2020    | Modern Girl               | Young-yi         | KBS2          | Drama Special                | [ 7 ]         |
| 2020    | Homemade Love Story       | Cha Ba-reun      | KBS2          |                              | [ 8 ] [ 21 ]  |
| 2021    | Voice                     | Kwon Saet-byeol  | OCN           | Temporada 4, ep. 8-9 y 11-12 | [ 22 ]        |
| 2022    | Stock of High School      | Kang Yoo-jung    | tvN           | O'PENing, un episodio        | [ 23 ] [ 24 ] |
| 2022    | Mañana                    | Ryu Cho-hui      | MBC           | Episodios 14-16              | [ 25 ] [ 26 ] |
| 2022    | Insider                   | Park Ro-sa       | JTBC          |                              | [ 27 ] [ 28 ] |
| 2024    | Dear Hyeri                | Joo Hye-Ri       | Coupang Play  |                              |               |
| 2024    | Family Matters            | Kwon Min-Jung    | ENA-Genie TV  |                              | [ 29 ]        |

### Películas
| Año  | Título       | Hangul     | Papel   | Notas         | Ref.          |
| ---- | ------------ | ---------- | ------- | ------------- | ------------- |
| 2020 | Good Morning | 안녕하세요 | Hee-sun | Debut en cine | [ 30 ] [ 31 ] |

### Apariciones en videos musicales
| Año  | Intérprete                 | Canción               | Notas  |
| ---- | -------------------------- | --------------------- | ------ |
| 2020 | Stella Jang y Lee Min Hyuk | "Beautiful Mint Life" | [ 32 ] |

## Otras actividades

### Variedades televisivas
| Año  | Título                     | Hangul        | Canal   | Función      | Notas                                              | Ref.         |
| ---- | -------------------------- | ------------- | ------- | ------------ | -------------------------------------------------- | ------------ |
| 2018 | Me enamoré de ti           | 너에게 반했음 | JTBC2   | Participante | Del 3 de mayo al 5 de julio                        | [ 4 ]        |
| 2018 | Vita City TV               | 비타시은 TV   | YouTube | Presentadora |                                                    |              |
| 2019 | Peach Entertainment Center | 복숭아 오락관 | YouTube | Presentadora | Programa de las líneas de autobuses de Gyeonggi-do | [ 1 ] [ 33 ] |